# Intertel
Intertel (dawniej International Legion of Intelligence) – międzynarodowa społeczność osób z ilorazem inteligencji (IQ) powyżej takiego, jaki posiada 99% populacji. Odpowiada to ilorazowi inteligencji 135 lub wyższym w skali Wechslera.

## Historia
Społeczność została założona 23 listopada 1966 roku przez Amerykanina Ralpha Hainesa, który podobnie jak założyciele Mensy – Roland Berrill i Lancelot Ware – dwadzieścia lat wcześniej, chciał stworzyć stowarzyszenie odpowiadające specyficznym potrzebom osób uzdolnionych, w którym nie obowiązywały żadne wymogi członkostwa poza minimalnym ilorazem inteligencji. Nazwa „Intertel” pochodzi od „International Legion of Intelligence”, a jego członkowie nazywają siebie „ilianami” („ilians”). Tym samym jest drugą po Mensie najstarszą organizacją tego typu.

## Organizacja i działalność
Społeczność ma trzy cele, zapisane w statucie:
- zachęcać do znaczącej wspólnoty intelektualnej,
- wspieranie wymiany poglądów na wszelkie tematy,
- pomagać w badaniach związanych z wysoką inteligencją.

Intertel podzielony jest na siedem regionów geograficznych, z których pięć obejmuje wyłącznie stany USA, a dwa oprócz stanów USA obejmują także wschodnią i zachodnią Kanadę. „Region VI” obejmuje resztę świata jako region „Międzynarodowy”.
W styczniu 2021 roku było około 1700 członków z ponad czterdziestu krajów, w tym około 100 w krajach niemieckojęzycznych i kilkuset spoza Ameryki Północnej. Jednym z celów organizacji jest wspomaganie badań związanych z uzdolnieniami, a członkowie są rekrutowani jako uczestnicy badań w tej dziedzinie.
Wszyscy członkowie mogą publikować w czasopiśmie Integra, który ukazuje się dziesięć razy w roku. Ponadto okresowo publikowane są biuletyny regionalne, a wielu członków koresponduje z nimi za pośrednictwem poczty elektronicznej lub różnych forów internetowych. Coroczne międzynarodowe Zgromadzenie Ogólne odbywa się każdego lata (w 2023 roku odbędzie się w Pradze), a różne regiony organizują lokalne wydarzenia osobiście lub zdalnie.

## Obecni lub byli prominentni członkowie
- Jacob Barnett[14] – amerykański matematyk i astrofizyk, przykład cudownego dziecka[15].
- Michael W. Driesch[16] – niemiecki reżyser[17].
- Ronald K. Hoeflin[18] – amerykański filozof, twórca testów inteligencji.
- Taibi Kahler[19] – amerykański psycholog, autor modelu procesu komunikacji.
- Grover Krantz[20][21] – amerykański antropolog i profesor Washington State University, znany z zainteresowania Wielką Stopą, który zapisał swoje ciało nauce.
- Gert Mittring[7][22] – niemiecki psycholog i matematyk, który pobił kilka rekordów świata w arytmetyce umysłowej[23].
- Cicero Moraes – brazylijski specjalista zajmujący się cyfrową grafiką 3D, specjalizujący się w sądowo-kryminalistycznej rekonstrukcji twarzy[24].
- Ellen Muth[25] – amerykańska aktorka filmowa, która zdobyła kilka nagród i nominacji dla najlepszej aktorki[26].
- Walter Penney[27] – amerykański kryptograf, który wynalazł paradoks Penny.
- Robert Prechter[28][29] – amerykański autor i analityk giełdowy, znany ze swoich prognoz finansowych opartych na zasadzie fal Elliotta[30].
- Edward Lee Spence[31] – amerykański pionier archeologii podwodnej[32][33].

## Lokalizacja w stosunku do innych organizacji
Społeczność Intertel jest dwukrotnie bardziej selektywna pod względem wymagań wstępnych (pozostawanie w górnym percentylu na teście IQ) niż bardziej znana i większa organizacja Mensa (górne 2%, IQ>130). Założona w 1966 roku, jest drugą najstarszą i trzecią pod względem liczby członków po Mensie i Triple Nine Society (top 0,1%, IQ>145). Lista ta uwzględnia tylko te organizacje, które stosują ważne testy psychometryczne wykonywane pod profesjonalnym nadzorem.